# Kane Ashcroft
Kane John Ashcroft (19 tháng 3 năm 1986 – 10 tháng 10 năm 2015) là một cầu thủ bóng đá người Anh thi đấu cho York City.
Anh mất lúc 29 tuổi vào tháng 10 năm 2015 vì ung thư.